# 세코 다쓰키
세코 다쓰키(일본어: 瀬古 樹, 1997년 12월 22일~)는 일본의 축구 선수이다.

## 구단 경력
그는 2020년 J1리그의 요코하마 FC에 입단했다. 2021년까지 66경기에 출전하여, 3득점을 넣었다. 2022년 가와사키 프론탈레로 이적했다. 2022년 J1리그 준우승, 2023년 천황배 우승을 차지했다. 2024년 스토크 시티 FC로 이적했다.